# Second maître (France)
Pour les articles homonymes, voir Second maître.

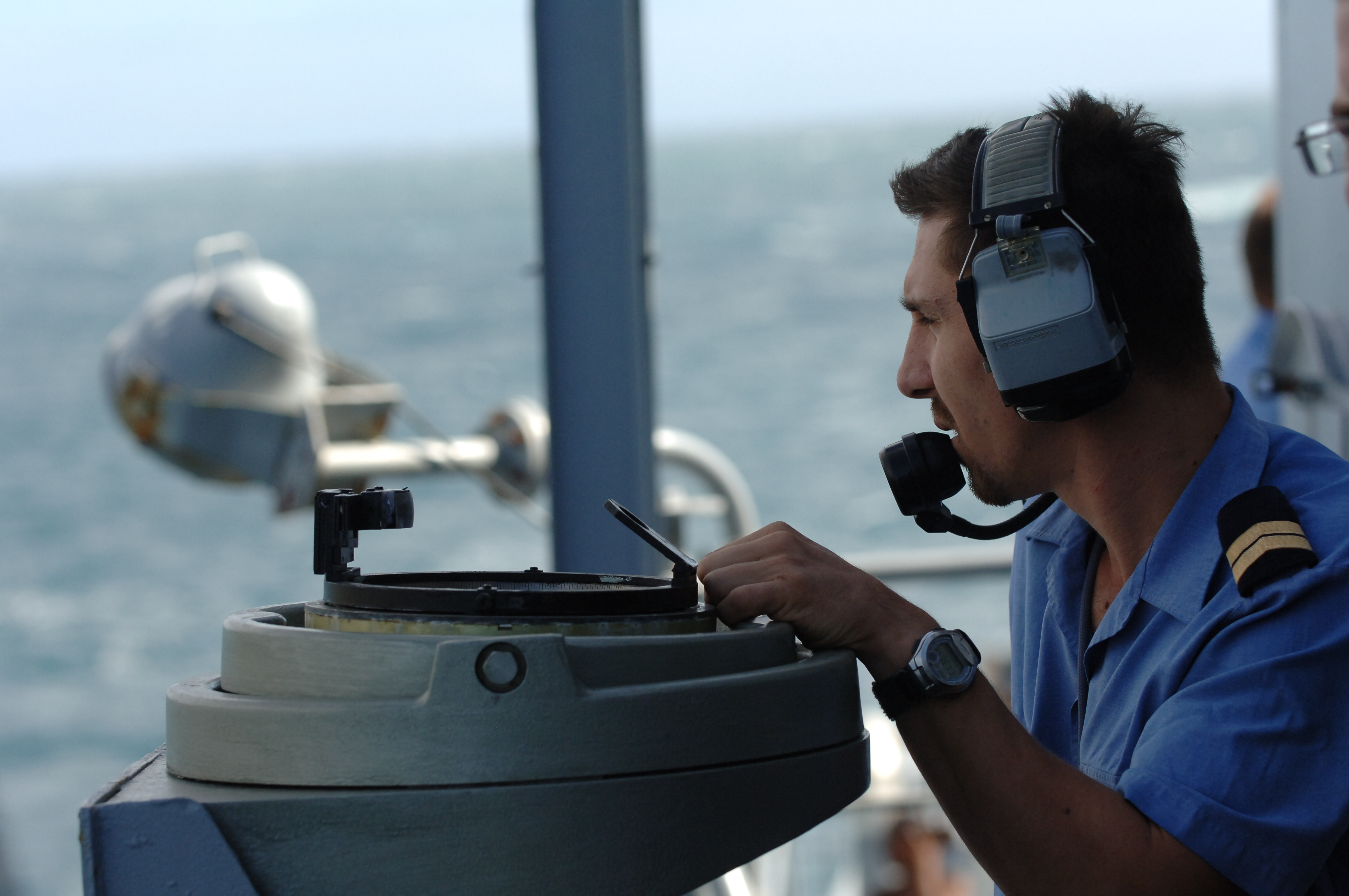
Un second maitre timonier prend un relèvement avec une alidade.

Le grade de second maître est le premier grade du corps des officiers mariniers de la Marine française.
Il correspond au grade de sergent ou de maréchal des logis dans l'Armée de terre et l'armée de l'air.

## Insigne
L'insigne de second maître comporte deux chevrons dorés.
Les seconds maîtres sont appelés « second maître ».
Il convient d’observer que, jusqu'en 1974, les grades de « second maître de 1re classe » (SM1) et de « second maître de 2e classe » (SM2) existaient. Leurs insignes ont perduré jusqu'à la suspension du service militaire sous les désignations respectives de « second maître (engagé) après durée légale » et de « second maître (appelé) pendant durée légale ».

Insigne du second maître.
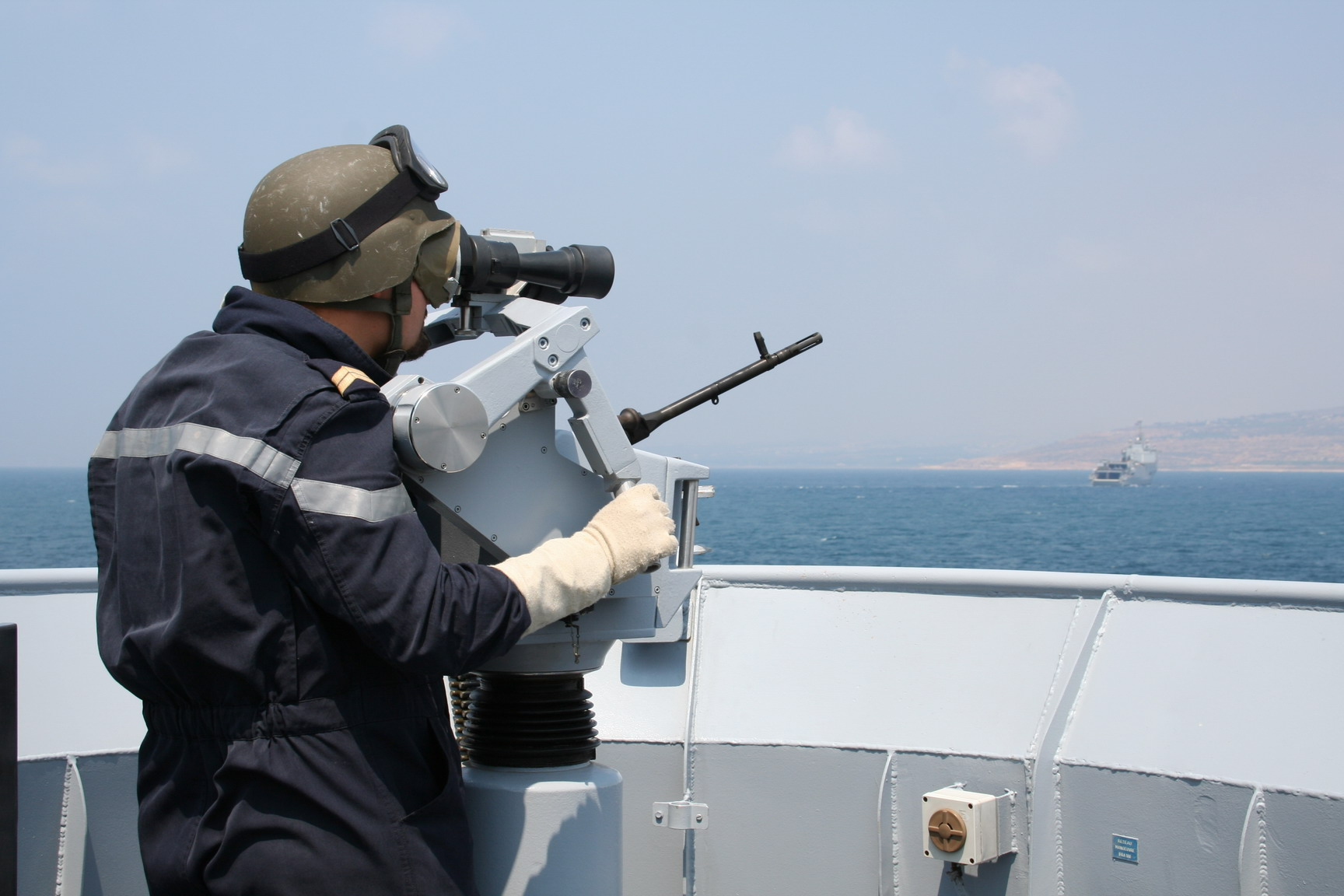
Second maître en observation à la passerelle au large du Liban.